# Menoua
Departament Menoua – departament w Regionie Zachodnim w Kamerunie ze stolicą w Dschang. Na powierzchni 1 380 km² żyje około 372,2 tys. mieszkańców.